# Geo von Lengerke
Georg Ernst Heinrich von Lengerke, más conocido como Geo von Lengerke (Dohnsen, Alemania, 31 de agosto de 1827 - Zapatoca, 4 de julio de 1882) fue un ingeniero, aventurero, colonizador y terrateniente alemán.

## Biografía
Geo von Lengerke nació en 1827 en el reino de Hannover, siendo el segundo de siete hijos del comerciante y terrateniente Johann Abraham von Lengerke (1775–1831) y su esposa Emilie, (de soltera Lutterloh) (1796–1888). Muy dotado en matemáticas y tecnología, estudió en el Collegium Carolinum de Brunswick, el antecesor de la Escuela Politécnica Ducal, donde se convirtió en ingeniero. Llegó a Colombia hacia 1852 y aunque nunca reveló los motivos de su partida de Europa, se concluye que estaba huyendo de la justicia de su país natal, que lo buscaba por haber dado muerte a sablazos a un coterráneo suyo durante un duelo. Se instaló en el entonces Estado Soberano de Santander (Colombia), donde se dedicó a la exportación e importación de mercancías, a la explotación y comercio de la quina, a la construcción de caminos y a la colonización de tierras en el valle del río Magdalena, llegando a poseer más de 12.000 hectáreas. Entre sus haciendas, las más famosas fueron "El Corregidor" ubicada en el Municipio de Girón, "Montebello" y "El Florito", ubicadas en el actual Municipio de Betulia, Santander. Por lo demás, hay que decir que sus métodos de explotación de la quina guardan muchas semejanzas con aquellos empleados por las caucherías en el Amazonas en la misma época. Además de la quina, él cultivó tabaco, cacao y café, para lo cual introdujo nueva maquinaria y procesos (algunos diseñados por él mismo) para recolectar y manejar las cosechas. Para desarrollar la región, él construyó una red de caminos y puentes que cruzaban ríos y desfiladeros, aprovechando su capacitación como ingeniero; algunos de esos puentes aún siguen en funcionamiento.  
Su apoyo irrestricto al librecambio lo llevó a entrar en conflicto con los artesanos de Bucaramanga. El fracaso de su proyecto colonizador y de construcción de un camino alternativo al Río Magdalena y el declive de la quina hizo que su fortuna disminuyera y sus proyectos se fueran a pique. En 1882, la muerte lo halló en circunstancias muy modestas (para él, ruinosas) y fue enterrado en Zapatoca con gran participación del público. 
Con él llegaron varios hombres a Santander procedentes de Alemania. quedando registrados sus apellidos en sus descendientes, como Strauch, Strauss, Henkel, Clausen, Hansel, Schneider, Vanstralhen, Hederich, Grass, Larsen , Püa,  Lieman, Müller, Passlack, Glanbacheim, entre otros.

## Vida personal
Convirtió su hacienda "Montebello" en un centro de vida social entre Bucaramanga y el Río Magdalena, a pesar del hecho de que era un luterano y librepensador en medio de familias católicas y conservadoras, las cuales componían la aristocracia de la región. Aunque según la revista Semana a él se debió el despertar comercial, financiero e industrial de municipios santandereanos como Bucaramanga, Girón, Socorro, a mediados del siglo XIX, su vida fue similar a la de un señor feudal; además, fue considerado un mujeriego, y los informes acerca de la expulsión brutal de los indígenas de la región, especialmente los yariguíes, le dan una reputación ambivalente. En el actual departamento de Santander, su nombre y figura pasaron a ser leyenda en la región, donde es conocido como "el constructor de puentes"; su vida e ideas parecían excéntricas para sus coterráneos, lo cual generó muchos rumores en su época. Su vida y obra han sido inmortalizadas en la novela del colombiano Pedro Gómez Valderrama "La otra raya del tigre". 

## Obras
- Geo von Lengerke: Palabras del dialecto de los indios del Opone. Palabras indias dictadas por un Indio de la tríbu de Carare en Zeitschrift für Ethnologie, Wiegandt, Hempel & Parey (Berlin), Vol. 10 (1878).